# Canon EOS 300
Canon EOS 300 (название в США — EOS Rebel 2000, в Японии — EOS Kiss III) — малоформатный однообъективный зеркальный фотоаппарат с автофокусом, рассчитанный на фотолюбителей.
Поступил в продажу в апреле 1999 года, сменив модель Canon EOS 500N. Был заменён моделью Canon EOS 300V в 2002 году.
Canon EOS 300 был признан лучшей фотокамерой 1999—2000 годов по версии Европейской ассоциации видео- и аудиотехники (EISA).

## Описание
Модель является камерой начального уровня, и оснащалась ламельным затвором с самым коротким диапазоном выдержек от 1/2000 до 30 секунд при выдержке синхронизации 1/90. При этом, в ней впервые применён матричный сенсор для измерения экспозиции по 35 зонам с возможностью привязки к выбранной точке фокусировки.
Фотоаппарат оснащён 7-точечным модулем фазового автофокуса с ручным выбором активной точки. Точки фокусировки не подсвечиваются. Простой автофокус, следящий (предиктивный) автофокус. Отсутствие брэкетинга компенсируется наличием репетира диафрагмы, не характерного для аппаратуры любительского класса. Полный набор режимов автоматического управления экспозицией дополнен наличием экспокоррекции в диапазоне +/- 2 ступени.
Во всех автоматических режимах активируется матричный замер экспозиции, и только в полуавтоматическом может быть включён центровзвешенный. Точечный замер в камере отсутствует, но это скомпенсировано наличием частичного, включаемого специальной кнопкой. Одним из главных недостатков считается фланец байонетного крепления объектива, изготовленный из пластмассы. Питание осуществляется от литиевой батареи 2*CR2, но при использовании батарейной рукоятки BP-200 пригодны пальчиковые батареи или аккумуляторы AA.

### Характеристики
| Ведущее число встроенной вспышки          | 12 / Работает в автоматическом TTL-режиме. Угол рассеивания света соответствует углу поля зрения объектива с фокусным расстоянием 28 мм. Время перезарядки вспышки прибл. 2 сек            |
| Количество режимов обработки экспозиции   | 10 / P-программный автоматический, с возможностью сдвига, АV-приоритет диафрагмы,SV-приоритет выдержки, М-ручной режим. Автоматические: Авто, портрет, пейзаж, макро, спорт, ночная съёмка |
| Диапазон светочувствительности плёнки ISO | ISO 25 — 5000 / Ручная установка: ISO 6 — 6400 с шагом 1/3 EV |
| Автоспуск                                 | + / С задержкой 10 сек |

### Дополнительные функции и возможности
- Встроенная вспомогательная подсветка автофокусировки (импульсная) включается автоматически, эффективна на расстоянии до 4 м
- Автоматическая экспопамять: работает в режиме простого автофокуса с оценочным замером по завершении фокусировки. Ручная экспопамять: активируется кнопкой экспопамяти во всех экспонометрических режимах
- Камера полностью совместима с фотовспышками Canon системы Speedlite в режимах TTL, A-TTL и E-TTL. Имеет стандартный разъем типа ISO

### Модификации и комплект поставки
- CANON EOS 300
Фотоаппарат (без объектива), ремень, батареи питания 2 шт. CR2, инструкция.
- CANON EOS 300 QD (c функцией впечатывания даты) 
Фотоаппарат (без объектива), ремень, батареи питания 2 шт. CR2, инструкция.
- CANON EOS 300 28-90
Фотоаппарат, объектив 28-90 f4-5,6, ремень, батареи питания 2 шт. CR2, инструкция.
- CANON EOS 300 28-90,75-300
Фотоаппарат, объектив 28-90 f4-5,6, объектив 75-300 f4-5,6, ремень, батареи питания 2 шт. CR2, инструкция.

## Галерея

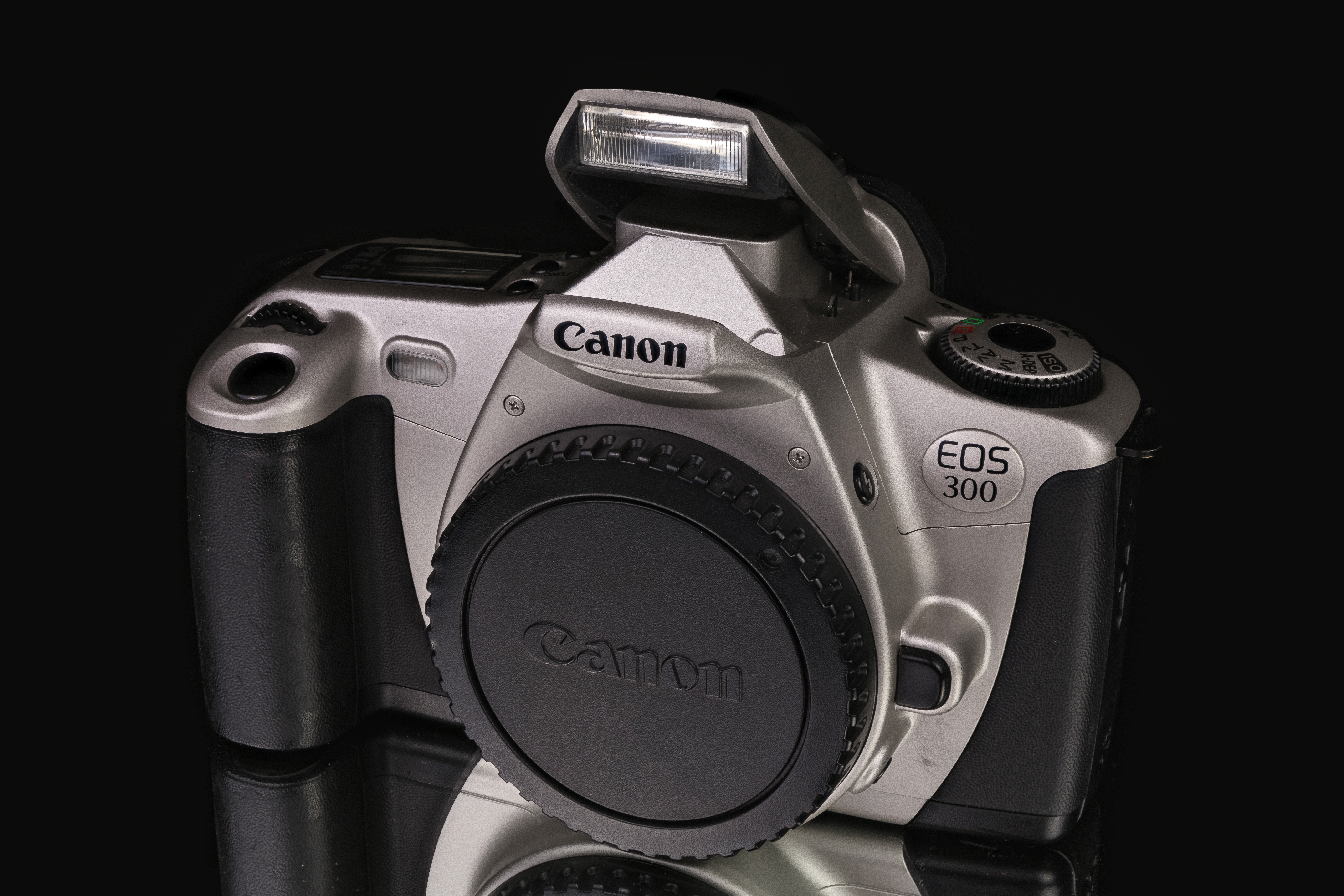
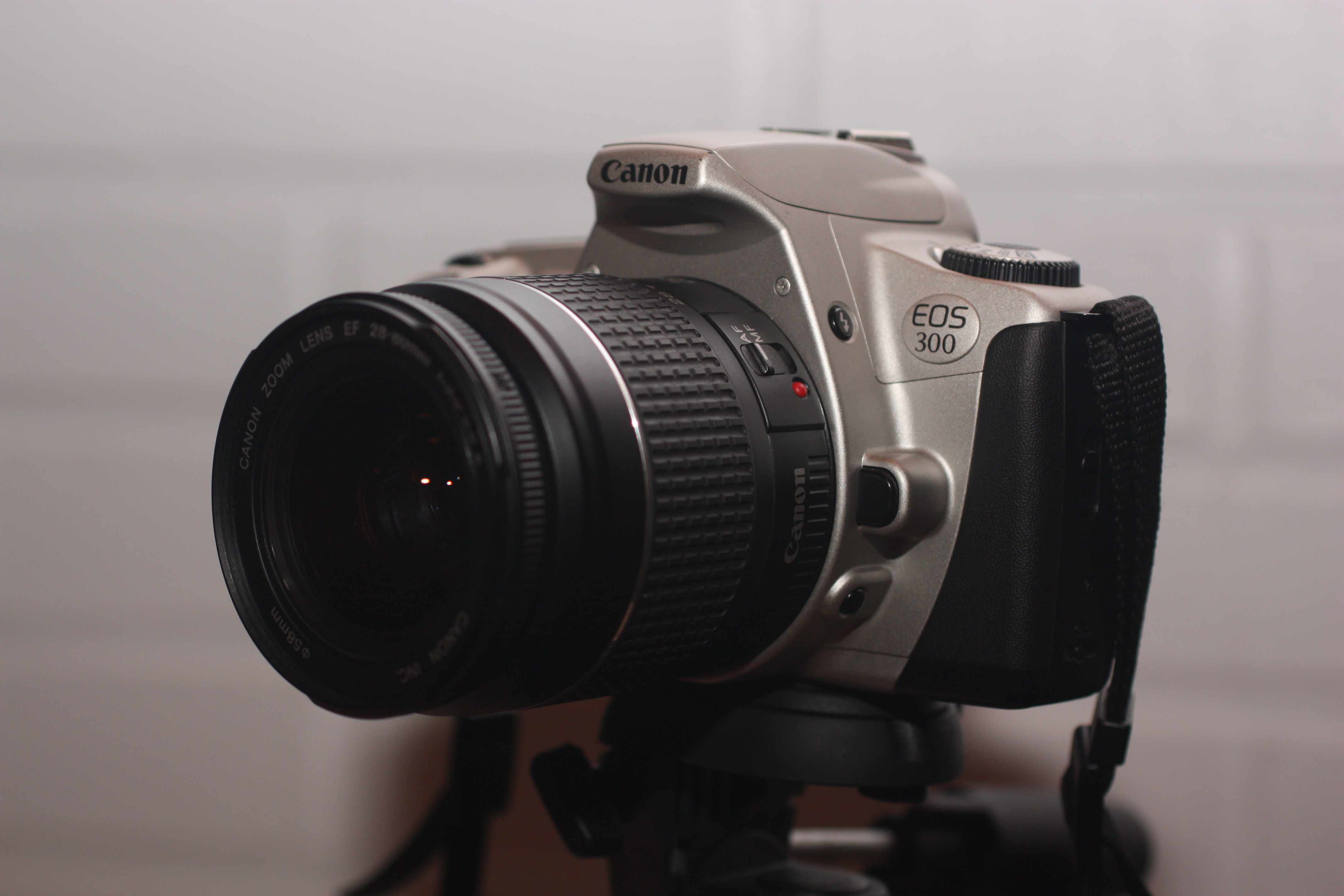
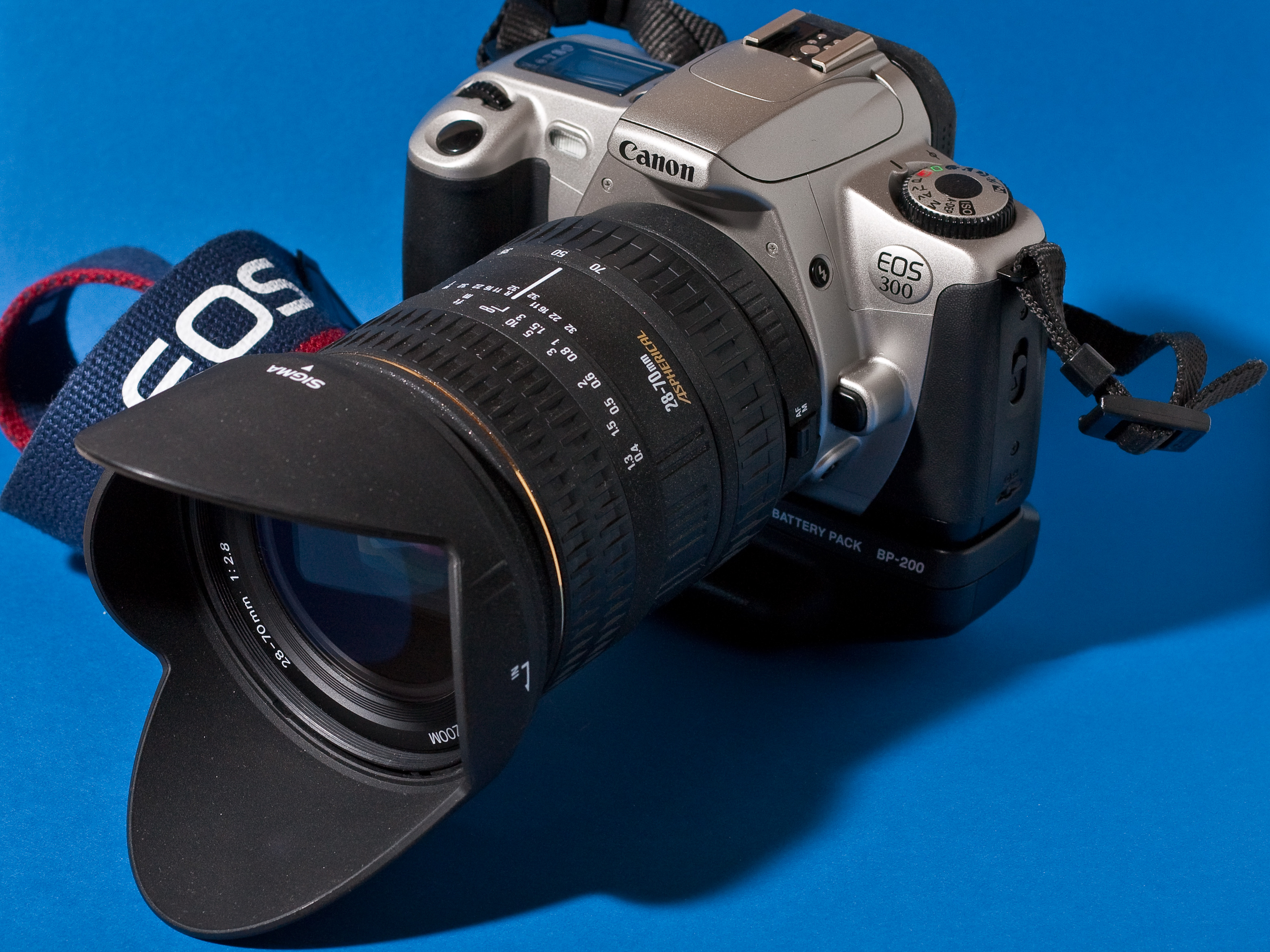